# حسین علی واحد
حسین علی واحد (عربی: حسين علي واحد؛ زادهٔ ۸ اکتبر ۱۹۹۲) یک بازیکن فوتبال اهل عراق است.
از باشگاه‌هایی که در آن بازی کرده‌است می‌توان به تیم ملی فوتبال عراق، الشرطه، و نیروی هوایی عراق اشاره کرد.
وی همچنین در تیم‌های ملی فوتبال تیم ملی فوتبال عراق بازی کرده است.